# 包考县
包考县是东帝汶民主共和国包考区的一个县，该县面积369.53平方公里，2010年人口普查时时人口为46500，县治位于包考。